# Tour des Flandres 2011
La 95e édition du Tour des Flandres s'est déroulée le 3 avril 2011 avec une victoire de Nick Nuyens au sprint devant Sylvain Chavanel et Fabian Cancellara. Il s'agit de la septième épreuve de l'UCI World Tour 2011.

## Présentation

### Parcours
- Circuit principal
- Final

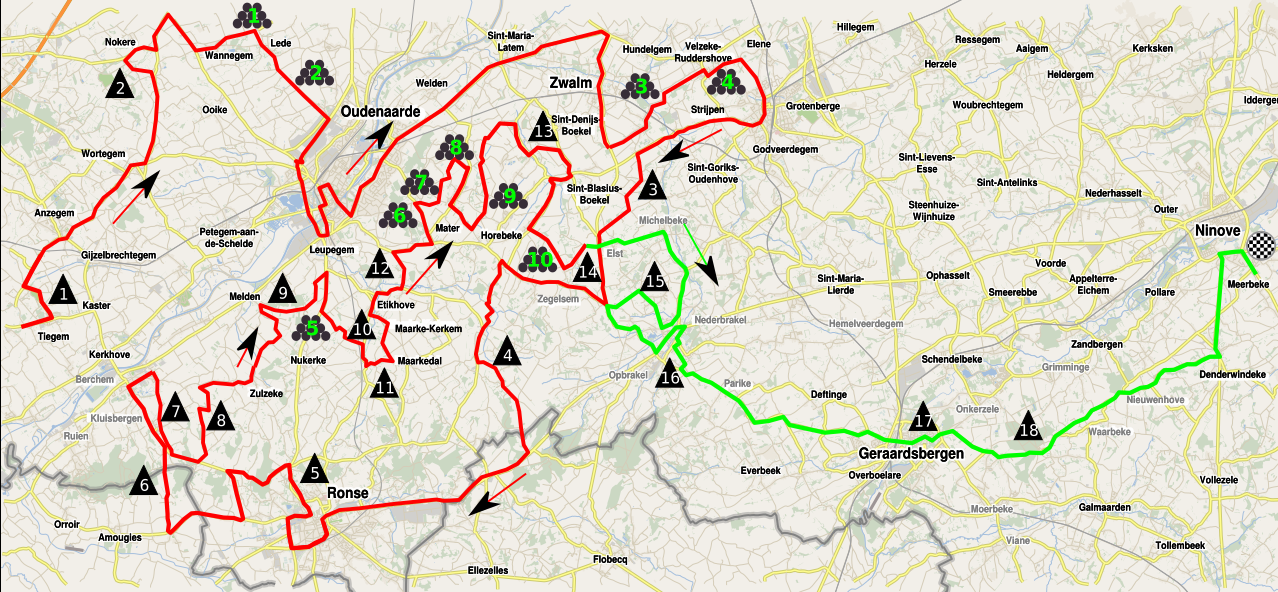
Zone des monts de la course Note: Oudenaarde est le nom néerlandais d'Audenarde, Ronse celui de Renaix et Geraardsbergen celui de Grammont

La course est longue de 256,3 km, dont environ vingt-quatre kilomètres pavés. Comme à l'acoutumée, le départ est donné à Bruges et la ligne d'arrivée est située à Meerbeke.

#### Monts
18 monts sont au programme de cette édition, pour la plupart recouverts de pavés :
| Num | Nom             | Kilomètre | Revêtement     | Longueur (m) | Pente moyenne |
| --- | --------------- | --------- | -------------- | ------------ | ------------- |
| 1   | Tiegemberg      | 70        | asphalte       | 750          | 5,6 %         |
| 2   | Nokereberg      | 80        | pavés          | 350          | 5,7 %         |
| 3   | Rekelberg       | 127       | asphalte       | 800          | 4 %           |
| 4   | Kaperij         | 139       | pavés          | 1000         | 5,5 %         |
| 5   | Kruisberg       | 154       | asphalte       | 1875         | 4,8 %         |
| 6   | Côte de Trieu   | 164       | asphalte       | 1100         | 8 %           |
| 7   | Vieux Quaremont | 171       | pavés          | 2200         | 4,2 %         |
| 8   | Paterberg       | 175       | pavés          | 400          | 12,5 %        |
| 9   | Koppenberg      | 181       | pavés          | 1100         | 7,6 %         |
| 10  | Steenbeekdries  | 187       | pavés          | 820          | 7,1 %         |
| 11  | Taaienberg      | 190       | pavés          | 800          | 4,2 %         |
| 12  | Eikenberg       | 194       | pavés          | 1250         | 5,8 %         |
| 13  | Molenberg       | 209       | pavés          | 463          | 7 %           |
| 14  | Leberg          | 216       | asphalte       | 700          | 6,1 %         |
| 15  | Valkenberg      | 225       | asphalte       | 875          | 6,1 %         |
| 16  | Tenbosse        | 232       | asphalte       | 450          | 6,9 %         |
| 17  | Mur de Grammont | 242       | pavés          | 1075         | 9,3 %         |
| 18  | Bosberg         | 246       | pavés/asphalte | 980          | 5,8 %         |

#### Secteurs pavés
Outre les 18 monts, 15 secteurs pavés jalonnent la course. Le plus long, celui de Paddestraat, fait 2 200 mètres et est situé dans la première moitié de l'épreuve.

### Équipes
25 équipes participent à ce Tour des Flandres. Elle comprend les 18 équipes ProTeams et 7 équipes continentales professionnelles bénéficiant d'une wildcard.
| ProTeams (18)- Ag2r La Mondiale - Astana - BMC Racing Team - Euskaltel-Euskadi - Garmin-Cervélo - HTC-Highroad - Katusha - Lampre-ISD - Leopard-Trek - Liquigas-Cannondale - Movistar Team - Omega Pharma-Lotto - Quick Step Cycling Team - Rabobank - Team RadioShack - Saxo Bank-Sungard - Sky ProCycling - Vacansoleil-DCM Équipes continentales professionnelles (7)- Cofidis, le Crédit en Ligne - Team Europcar - FDJ - Landbouwkrediet - Skil-Shimano - Topsport Vlaanderen-Mercator - Veranda’s Willems-Accent |
| |

### Favoris
Le grandissime favori de ce Tour des Flandres est le Suisse Fabian Cancellara (Leopard-Trek), auteur d’un impressionnant doublé Tour des Flandres, Paris-Roubaix en 2010 et vainqueur de la même manière du Grand Prix E3 la semaine précédente.
Double vainqueur de l’épreuve (2005 et 2006) et récent vainqueur de Gand-Wevelgem, le Belge Tom Boonen (Quick Step) tentera de prendre sa revanche de l’édition 2010.
Son compatriote Philippe Gilbert, 3e lors des deux dernières éditions, aimerait inscrire son nom au palmarès de l’épreuve.
L’équipe Garmin-Cervélo fera office d’épouvantail avec le champion du monde Thor Hushovd, l’Allemand Heinrich Haussler, 2e en 2009 et l’Américain Tyler Farrar, ils seront épaulés par des spécialistes de l’épreuve que sont l’Allemand Andreas Klier et le Britannique Roger Hammond.
Parmi les autres favoris, on citera les coureurs de l'équipe Vacansoleil-DCM, Björn Leukemans et Stijn Devolder (double vainqueur en 2008 et 2009), mais également d'autres Belges tels que Greg Van Avermaet (BMC Racing) et Nick Nuyens (Saxo Bank-SunGard), ainsi que les Italiens Alessandro Ballan et Filippo Pozzato, l'Espagnol Juan Antonio Flecha (Sky), (Katusha) et le Français Sylvain Chavanel (Quick Step).

## Récit de la course

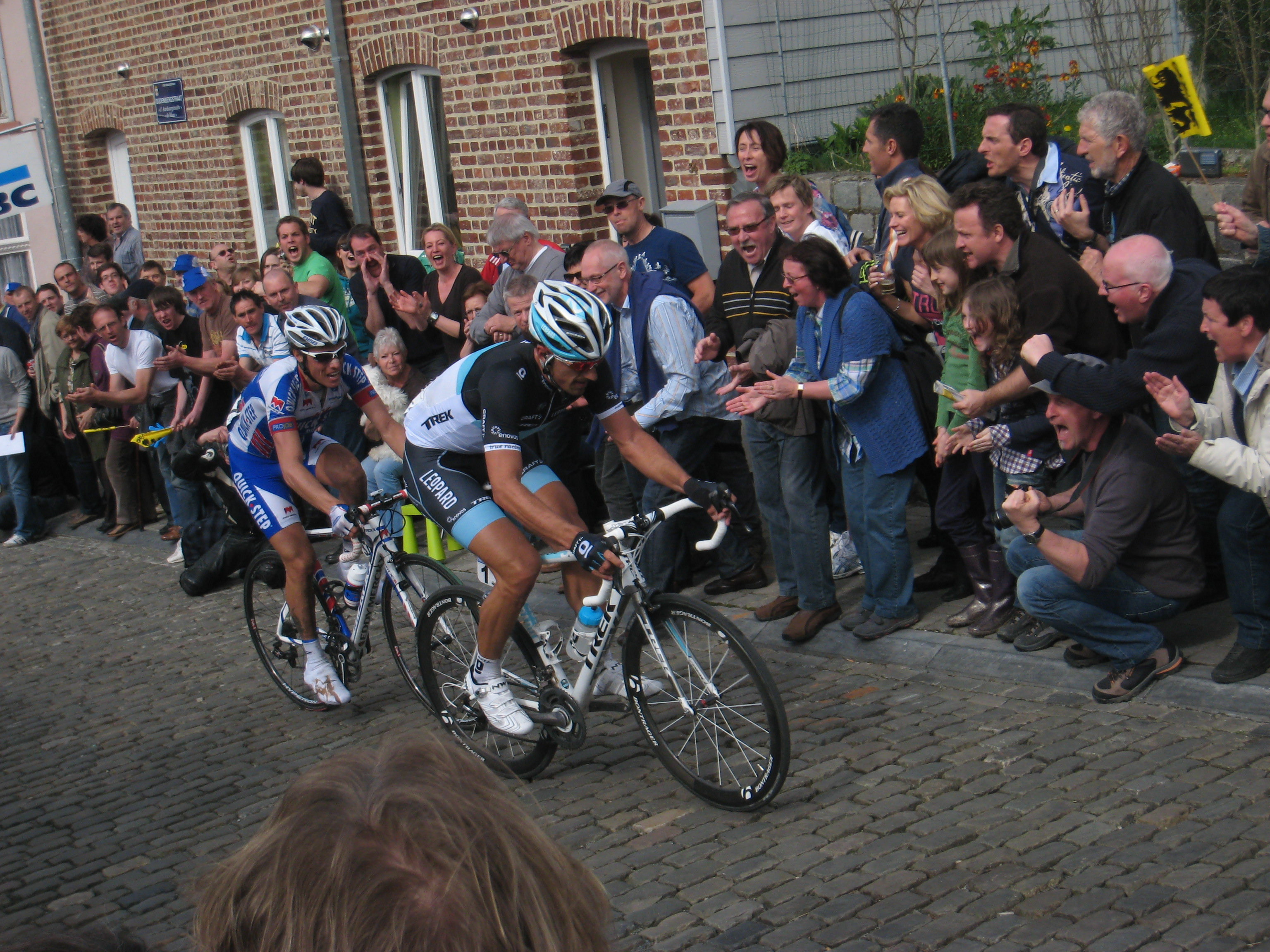
Sylvain Chavanel et Fabian Cancellara dans le Mur de Grammont

La première heure de course se fait à allure rapide sans qu'aucun coureur ne parvienne réellement à s'extraire du peloton. Aux alentours du 50e kilomètre, un groupe de cinq coureurs creuse un écart significatif. On y retrouve le Français Sébastien Turgot (Europcar), les Britanniques Jeremy Hunt (Sky) et Roger Hammond (Garmin-Cervélo), le Néerlandais Stefan van Dijk (Veranda's Willems-Accent) et l'Australien Mitchell Docker (Skil-Shimano). Leur avance maximale sur le peloton est de huit minutes à 163 kilomètres de l'arrivée.
À l'approche du Kruisberg, le peloton devient très nerveux, ce qui provoque de nombreuses chutes en son sein. En sont notamment victimes l'Allemand Marcus Burghardt (BMC Racing), l'Italien Davide Malacarne (Quick Step), ainsi que les Néerlandais Joost Posthuma (Leopard-Trek) et Karsten Kroon (BMC Racing).
Dans le Vieux Quaremont, à 86 km du but, le Français Sylvain Chavanel (Quick Step) s'extrait du peloton. Rejoint quelques kilomètres plus loin par l'Australien Simon Clarke (Astana), ils rattrapent ensemble les trois rescapés de l'échappée du matin (Hammond, Docker et Turgot) avant de les lâcher dans le Koppenberg.
Le duo de tête est lui-même repris à 61 km du terme par deux grands rouleurs, le Néerlandais Lars Boom (Rabobank) et le Norvégien Edvald Boasson Hagen (Sky). Dans le Molenberg, Sylvain Chavanel (Quick Step) distance ses trois compagnons d'échappée et possède jusqu'à 59 secondes d'avance sur le reste du peloton.
À 43 km de l'arrivée, Tom Boonen (Quick Step) décide de passer à l'attaque sur une accélération du champion du monde Thor Hushovd dans le Molenberg. À ce moment, l'autre grand favori belge, Philippe Gilbert, a dû mettre pied à terre en raison d'une crevaison. Boonen est facilement contré par Fabian Cancellara (Leopard-Trek), qui dépose l'entièreté du groupe et part seul à la poursuite de Sylvain Chavanel, qu'il rejoint à 32 km du terme.
Un regroupement s'opère entre-temps à l'arrière et l'équipe BMC Racing mène la chasse derrière Cancellara. Celui-ci n'est pas relayé par Chavanel et semble résister seul en atteignant la minute d'avance. À la suite des prestations antérieures du Suisse, la course semble pliée à son avantage. Cependant, il s'effondre dans le Mur de Grammont et, l'écart fondant subitement, il est rejoint par Philippe Gilbert (Omega Pharma-Lotto), Alessandro Ballan (BMC Racing) et Björn Leukemans (Vacansoleil-DCM). Philippe Gilbert attaque dans le Bosberg, dernière difficulté du jour, mais ne parvient pas à creuser l'écart et se relève à huit kilomètres de l'arrivée.
C'est finalement un groupe de 12 coureurs qui se présente à l'entrée de Ninove. Fabian Cancellara y place son ultime offensive, suivi uniquement par Chavanel et Nuyens. Dans les 200 derniers mètres, le Belge Nick Nuyens (Saxo Bank-SunGard) déborde le Suisse et s'impose devant Sylvain Chavanel et Fabian Cancellara. Tom Boonen, ayant lancé son sprint de très loin afin de revenir sur le groupe, termine quatrième à deux secondes. Le peloton arrive 1 min 24 s plus tard avec les grands battus du jour : l'équipe Garmin-Cervélo.

## Classements

### Classement final
| \| Classement général \| Classement général \| Classement général \| Classement général \| Classement général \| \| Coureur \| Coureur \| Pays \| Équipe \| Temps \| \| ------------------ \| ------------------- \| ------------------ \| --------------------------- \| ------------------ \| \| 1er \| Nick Nuyens \| Belgique \| Saxo Bank-Sungard \| 6 h 01 min 20 s \| \| 2e \| Sylvain Chavanel \| France \| Quick Step \| + 0 s \| \| 3e \| Fabian Cancellara \| Suisse \| Leopard-Trek \| + 0 s \| \| 4e \| Tom Boonen \| Belgique \| Quick Step \| + 2 s \| \| 5e \| Sebastian Langeveld \| Pays-Bas \| Rabobank \| + 5 s \| \| 6e \| George Hincapie \| États-Unis \| BMC Racing Team \| + 5 s \| \| 7e \| Björn Leukemans \| Belgique \| Vacansoleil-DCM \| + 5 s \| \| 8e \| Staf Scheirlinckx \| Belgique \| Veranda's Willems-Accent \| + 5 s \| \| 9e \| Philippe Gilbert \| Belgique \| Omega Pharma-Lotto \| + 5 s \| \| 10e \| Geraint Thomas \| Royaume-Uni \| Team Sky \| + 5 s \| \| 11e \| Juan Antonio Flecha \| Espagne \| Team Sky \| + 5 s \| \| 12e \| Alessandro Ballan \| Italie \| BMC Racing Team \| + 9 s \| \| 13e \| Tyler Farrar \| États-Unis \| Garmin-Cervélo \| + 1 min 24 s \| \| 14e \| Bernhard Eisel \| Autriche \| HTC-Highroad \| + 1 min 24 s \| \| 15e \| Dominique Rollin \| Canada \| FDJ \| + 1 min 24 s \| \| 16e \| Danilo Hondo \| Allemagne \| Lampre-ISD \| + 1 min 24 s \| \| 17e \| Lloyd Mondory \| France \| AG2R La Mondiale \| + 1 min 24 s \| \| 18e \| José Joaquín Rojas \| Espagne \| Movistar Team \| + 1 min 24 s \| \| 19e \| Leonardo Duque \| Colombie \| Cofidis, le Crédit en Ligne \| + 1 min 24 s \| \| 20e \| Maarten Wynants \| Belgique \| Rabobank \| + 1 min 24 s \| |                     |             |                             |                 |
| |                     |             |                             |                 |
| Source : ProCyclingStats |                     |             |                             |                 |
| Classement général |                     |             |                             |                 |
| Coureur | Coureur             | Pays        | Équipe                      | Temps           |
| 1er | Nick Nuyens         | Belgique    | Saxo Bank-Sungard           | 6 h 01 min 20 s |
| 2e | Sylvain Chavanel    | France      | Quick Step                  | + 0 s           |
| 3e | Fabian Cancellara   | Suisse      | Leopard-Trek                | + 0 s           |
| 4e | Tom Boonen          | Belgique    | Quick Step                  | + 2 s           |
| 5e | Sebastian Langeveld | Pays-Bas    | Rabobank                    | + 5 s           |
| 6e | George Hincapie     | États-Unis  | BMC Racing Team             | + 5 s           |
| 7e | Björn Leukemans     | Belgique    | Vacansoleil-DCM             | + 5 s           |
| 8e | Staf Scheirlinckx   | Belgique    | Veranda's Willems-Accent    | + 5 s           |
| 9e | Philippe Gilbert    | Belgique    | Omega Pharma-Lotto          | + 5 s           |
| 10e | Geraint Thomas      | Royaume-Uni | Team Sky                    | + 5 s           |
| 11e | Juan Antonio Flecha | Espagne     | Team Sky                    | + 5 s           |
| 12e | Alessandro Ballan   | Italie      | BMC Racing Team             | + 9 s           |
| 13e | Tyler Farrar        | États-Unis  | Garmin-Cervélo              | + 1 min 24 s    |
| 14e | Bernhard Eisel      | Autriche    | HTC-Highroad                | + 1 min 24 s    |
| 15e | Dominique Rollin    | Canada      | FDJ                         | + 1 min 24 s    |
| 16e | Danilo Hondo        | Allemagne   | Lampre-ISD                  | + 1 min 24 s    |
| 17e | Lloyd Mondory       | France      | AG2R La Mondiale            | + 1 min 24 s    |
| 18e | José Joaquín Rojas  | Espagne     | Movistar Team               | + 1 min 24 s    |
| 19e | Leonardo Duque      | Colombie    | Cofidis, le Crédit en Ligne | + 1 min 24 s    |
| 20e | Maarten Wynants     | Belgique    | Rabobank                    | + 1 min 24 s    |

### Classement UCI
La course attribue des points à l'UCI World Tour 2011. selon le barème suivant :
| Position           | 1er | 2e | 3e | 4e | 5e | 6e | 7e | 8e | 9e | 10e |
| Classement général | 100 | 80 | 70 | 60 | 50 | 40 | 30 | 20 | 10 | 4   |

Après cette septième épreuve le classement est le suivant :
| #  | Coureur           | Équipe             | Points | Précédent | Evolution     |
| -- | ----------------- | ------------------ | ------ | --------- | ------------- |
| 1  | Matthew Goss      | HTC-High Road      | 203    | 1         | en stagnation |
| 2  | Michele Scarponi  | Lampre-ISD         | 202    | 2         | en stagnation |
| 3  | Fabian Cancellara | Leopard-Trek       | 156    | 9         | +6            |
| 4  | Tom Boonen        | Quick Step         | 140    | ??        | ??            |
| 5  | Cadel Evans       | BMC Racing         | 128    | 3         | -2            |
| 6  | Tony Martin       | HTC-High Road      | 108    | 4         | -2            |
| 7  | Alberto Contador  | Saxo-Bank Sungard  | 106    | 5         | -2            |
| 7  | Cameron Meyer     | Garmin-Cervélo     | 106    | 6         | -2            |
| 9  | Nick Nuyens       | Saxo Bank-Sungard  | 100    | Entrée    | Entrée        |
| 10 | Philippe Gilbert  | Omega Pharma-Lotto | 96     | 10        | en stagnation |

| #  | Équipe            | Points | Précédent | Evolution     |
| -- | ----------------- | ------ | --------- | ------------- |
| 1  | HTC-High Road     | 371    | 1         | en stagnation |
| 2  | Rabobank          | 266    | 6         | +4            |
| 3  | Lampre-ISD        | 249    | 2         | -1            |
| 4  | Garmin-Cervélo    | 247    | 3         | -1            |
| 5  | BMC Racing        | 238    | 7         | +2            |
| 6  | RadioShack        | 231    | 4         | -2            |
| 7  | Quick Step        | 230    | 14        | +7            |
| 8  | Sky               | 229    | 5         | -3            |
| 9  | Leopard-Trek      | 228    | 10        | +1            |
| 10 | Saxo Bank-Sungard | 219    | 11        | +1            |

| #  | Pays        | Points | Précédent | Evolution     |
| -- | ----------- | ------ | --------- | ------------- |
| 1  | Australie   | 517    | 1         | en stagnation |
| 2  | Italie      | 485    | 2         | en stagnation |
| 3  | Belgique    | 378    | 5         | +2            |
| 4  | Allemagne   | 276    | 3         | -1            |
| 5  | Espagne     | 272    | 4         | -1            |
| 6  | Pays-Bas    | 206    | 6         | en stagnation |
| 7  | États-Unis  | 183    | 8         | +1            |
| 8  | France      | 178    | 9         | +1            |
| 9  | Royaume-Uni | 157    | 7         | -2            |
| 10 | Suisse      | 156    | 10        | en stagnation |

## Liste des participants
| Leopard-Trek LEO | Leopard-Trek LEO        | Leopard-Trek LEO |
| ---------------- | ----------------------- | ---------------- |
| Num              | Coureur                 | Pos              |
| 1                | Fabian Cancellara (SUI) | 3e               |
| 2                | Dominic Klemme (GER)    | 109e             |
| 3                | Stuart O'Grady (AUS)    | 69e              |
| 4                | Joost Posthuma (NED)    | AB               |
| 5                | Tom Stamsnijder (NED)   | 101e             |
| 6                | Giacomo Nizzolo (ITA)   | AB               |
| 7                | Martin Mortensen (DEN)  | AB               |
| 8                | Wouter Weylandt (BEL)   | AB               |

| Garmin-Cervélo GRM | Garmin-Cervélo GRM      | Garmin-Cervélo GRM |
| ------------------ | ----------------------- | ------------------ |
| Num                | Coureur                 | Pos                |
| 11                 | Thor Hushovd (NOR)      | 53e                |
| 12                 | Tyler Farrar (USA)      | 13e                |
| 13                 | Roger Hammond (GBR)     | 108e               |
| 14                 | Heinrich Haussler (AUS) | 61e                |
| 15                 | Andreas Klier (GER)     | 113e               |
| 16                 | Daniel Lloyd (GBR)      | AB                 |
| 17                 | Sep Vanmarcke (BEL)     | AB                 |
| 18                 | Matthew Wilson (AUS)    | AB                 |

| Vacansoleil-DCM VCD | Vacansoleil-DCM VCD      | Vacansoleil-DCM VCD |
| ------------------- | ------------------------ | ------------------- |
| Num                 | Coureur                  | Pos                 |
| 21                  | Stijn Devolder (BEL)     | 55e                 |
| 22                  | Thomas De Gendt (BEL)    | 48e                 |
| 23                  | Björn Leukemans (BEL)    | 7e                  |
| 24                  | Borut Božič (SLO)        | 99e                 |
| 25                  | Marco Marcato (ITA)      | 33e                 |
| 26                  | Jens Mouris (NED)        | AB                  |
| 27                  | Mirko Selvaggi (ITA)     | AB                  |
| 28                  | Frederik Veuchelen (BEL) | AB                  |

| Quick Step QST | Quick Step QST                 | Quick Step QST |
| -------------- | ------------------------------ | -------------- |
| Num            | Coureur                        | Pos            |
| 31             | Tom Boonen (BEL)               | 4e             |
| 32             | Gert Steegmans (BEL)           | 32e            |
| 33             | Dries Devenyns (BEL)           | 52e            |
| 34             | Andreas Stauff (GER)           | 134e           |
| 35             | Guillaume Van Keirsbulck (BEL) | 67e            |
| 36             | Kevin Van Impe (BEL)           | 68e            |
| 37             | Sylvain Chavanel (FRA)         | 2e             |
| 38             | Davide Malacarne (ITA)         | AB             |

| Omega Pharma-Lotto OLO | Omega Pharma-Lotto OLO | Omega Pharma-Lotto OLO |
| ---------------------- | ---------------------- | ---------------------- |
| Num                    | Coureur                | Pos                    |
| 41                     | Philippe Gilbert (BEL) | 9e                     |
| 42                     | David Boucher (FRA)    | 114e                   |
| 43                     | Jürgen Roelandts (BEL) | 54e                    |
| 44                     | André Greipel (GER)    | 76e                    |
| 45                     | Adam Blythe (GBR)      | AB                     |
| 46                     | Klaas Lodewyck (BEL)   | 84e                    |
| 47                     | Vicente Reynés (ESP)   | 75e                    |
| 48                     | Marcel Sieberg (GER)   | 77e                    |

| Rabobank RAB | Rabobank RAB              | Rabobank RAB |
| ------------ | ------------------------- | ------------ |
| Num          | Coureur                   | Pos          |
| 51           | Lars Boom (NED)           | 37e          |
| 52           | Rick Flens (NED)          | AB           |
| 53           | Sebastian Langeveld (NED) | 5e           |
| 54           | Tom Leezer (NED)          | 46e          |
| 55           | Dennis van Winden (NED)   | 26e          |
| 56           | Maarten Tjallingii (NED)  | 91e          |
| 57           | Coen Vermeltfoort (NED)   | AB           |
| 58           | Maarten Wynants (BEL)     | 20e          |

| HTC-Highroad THR | HTC-Highroad THR     | HTC-Highroad THR |
| ---------------- | -------------------- | ---------------- |
| Num              | Coureur              | Pos              |
| 61               | Lars Bak (DEN)       | 34e              |
| 62               | Mark Cavendish (GBR) | 110e             |
| 63               | Bernhard Eisel (AUT) | 14e              |
| 64               | Jan Ghyselinck (BEL) | 83e              |
| 65               | Matthew Goss (AUS)   | AB               |
| 66               | John Degenkolb (GER) | 94e              |
| 67               | Gatis Smukulis (LAT) | AB               |
| 68               | Martin Velits (SVK)  | 65e              |

| BMC Racing Team BMC | BMC Racing Team BMC     | BMC Racing Team BMC |
| ------------------- | ----------------------- | ------------------- |
| Num                 | Coureur                 | Pos                 |
| 71                  | Greg Van Avermaet (BEL) | 22e                 |
| 72                  | Alessandro Ballan (ITA) | 12e                 |
| 73                  | Marcus Burghardt (GER)  | 25e                 |
| 74                  | George Hincapie (USA)   | 6e                  |
| 75                  | Karsten Kroon (NED)     | AB                  |
| 76                  | Danilo Wyss (SUI)       | 60e                 |
| 77                  | Manuel Quinziato (ITA)  | 59e                 |
| 78                  | Michael Schär (SUI)     | 49e                 |

| Saxo Bank-Sungard SBS | Saxo Bank-Sungard SBS      | Saxo Bank-Sungard SBS |
| --------------------- | -------------------------- | --------------------- |
| Num                   | Coureur                    | Pos                   |
| 81                    | Nick Nuyens (BEL)          | 1er                   |
| 82                    | Baden Cooke (AUS)          | 87e                   |
| 83                    | Kasper Klostergaard (DEN)  | 127e                  |
| 84                    | Gustav Larsson (SWE)       | 58e                   |
| 85                    | Jarosław Marycz (POL)      | 85e                   |
| 86                    | Michael Mørkøv (DEN)       | 90e                   |
| 87                    | Jonas Aaen Jørgensen (DEN) | 27e                   |
| 88                    | Matteo Tosatto (ITA)       | 30e                   |

| Team Sky SKY | Team Sky SKY               | Team Sky SKY |
| ------------ | -------------------------- | ------------ |
| Num          | Coureur                    | Pos          |
| 91           | Juan Antonio Flecha (ESP)  | 11e          |
| 92           | Edvald Boasson Hagen (NOR) | 40e          |
| 93           | Kurt Asle Arvesen (NOR)    | AB           |
| 94           | Ben Swift (GBR)            | 111e         |
| 95           | Mathew Hayman (AUS)        | 21e          |
| 96           | Jeremy Hunt (GBR)          | AB           |
| 97           | Ian Stannard (GBR)         | 50e          |
| 98           | Geraint Thomas (GBR)       | 10e          |

| Liquigas-Cannondale LIQ | Liquigas-Cannondale LIQ    | Liquigas-Cannondale LIQ |
| ----------------------- | -------------------------- | ----------------------- |
| Num                     | Coureur                    | Pos                     |
| 101                     | Elia Viviani (ITA)         | AB                      |
| 102                     | Tiziano Dall'Antonia (ITA) | AB                      |
| 103                     | Jacopo Guarnieri (ITA)     | AB                      |
| 104                     | Ted King (USA)             | AB                      |
| 105                     | Kristjan Koren (SLO)       | 95e                     |
| 106                     | Alan Marangoni (ITA)       | AB                      |
| 107                     | Daniel Oss (ITA)           | 122e                    |
| 108                     | Peter Sagan (SVK)          | AB                      |

| Team RadioShack RSH | Team RadioShack RSH          | Team RadioShack RSH |
| ------------------- | ---------------------------- | ------------------- |
| Num                 | Coureur                      | Pos                 |
| 111                 | Sébastien Rosseler (BEL)     | AB                  |
| 112                 | Manuel António Cardoso (POR) | AB                  |
| 113                 | Michał Kwiatkowski (POL)     | AB                  |
| 114                 | Fumiyuki Beppu (JPN)         | 120e                |
| 115                 | Geoffroy Lequatre (FRA)      | 93e                 |
| 116                 | Robbie McEwen (AUS)          | 63e                 |
| 117                 | Dmitri Mouraviov (KAZ)       | 44e                 |
| 118                 | Grégory Rast (SUI)           | 42e                 |

| AG2R La Mondiale ALM | AG2R La Mondiale ALM    | AG2R La Mondiale ALM |
| -------------------- | ----------------------- | -------------------- |
| Num                  | Coureur                 | Pos                  |
| 121                  | Yuriy Krivtsov (FRA)    | 118e                 |
| 122                  | Kristof Goddaert (BEL)  | 47e                  |
| 123                  | Sébastien Hinault (FRA) | 45e                  |
| 124                  | Steve Houanard (FRA)    | 103e                 |
| 125                  | Romain Lemarchand (FRA) | 130e                 |
| 126                  | Sébastien Minard (FRA)  | 24e                  |
| 127                  | Lloyd Mondory (FRA)     | 17e                  |
| 128                  | Anthony Ravard (FRA)    | AB                   |

| Astana AST | Astana AST             | Astana AST |
| ---------- | ---------------------- | ---------- |
| Num        | Coureur                | Pos        |
| 131        | Assan Bazayev (KAZ)    | 131e       |
| 132        | Allan Davis (AUS)      | AB         |
| 133        | Maxim Gourov (KAZ)     | 80e        |
| 134        | Andriy Grivko (UKR)    | 64e        |
| 135        | Maxim Iglinskiy (KAZ)  | AB         |
| 136        | Simon Clarke (AUS)     | 70e        |
| 137        | Mirco Lorenzetto (ITA) | 128e       |
| 138        | Tomas Vaitkus (LTU)    | 35e        |

| Katusha KAT | Katusha KAT                 | Katusha KAT |
| ----------- | --------------------------- | ----------- |
| Num         | Coureur                     | Pos         |
| 141         | Leif Hoste (BEL)            | 56e         |
| 142         | Filippo Pozzato (ITA)       | 38e         |
| 143         | Vladimir Gusev (RUS)        | 43e         |
| 144         | Vladimir Isaychev (RUS)     | AB          |
| 145         | Sergueï Ivanov (RUS)        | 39e         |
| 146         | Aliaksandr Kuschynski (BLR) | AB          |
| 147         | Luca Paolini (ITA)          | 57e         |
| 148         | Mikhail Ignatiev (RUS)      | AB          |

| Lampre-ISD LAM | Lampre-ISD LAM         | Lampre-ISD LAM |
| -------------- | ---------------------- | -------------- |
| Num            | Coureur                | Pos            |
| 152            | Grega Bole (SLO)       | AB             |
| 153            | Vitaliy Buts (UKR)     | AB             |
| 154            | Danilo Hondo (GER)     | 16e            |
| 155            | Vitaliy Kondrout (UKR) | AB             |
| 156            | Dmytro Krivtsov (UKR)  | 123e           |
| 157            | Simon Špilak (SLO)     | AB             |
| 158            | Bálint Szeghalmi (HUN) | AB             |

| Movistar Team MOV | Movistar Team MOV         | Movistar Team MOV |
| ----------------- | ------------------------- | ----------------- |
| Num               | Coureur                   | Pos               |
| 161               | Andrey Amador (CRC)       | 98e               |
| 162               | Imanol Erviti (ESP)       | 66e               |
| 163               | Jesús Herrada (ESP)       | AB                |
| 164               | Ignatas Konovalovas (LTU) | 105e              |
| 165               | Carlos Oyarzún (CHI)      | 117e              |
| 166               | Luis Pasamontes (ESP)     | AB                |
| 167               | José Joaquín Rojas (ESP)  | 18e               |
| 168               | Francisco Ventoso (ESP)   | 104e              |

| Euskaltel-Euskadi EUS | Euskaltel-Euskadi EUS      | Euskaltel-Euskadi EUS |
| --------------------- | -------------------------- | --------------------- |
| Num                   | Coureur                    | Pos                   |
| 171                   | Javier Aramendia (ESP)     | 115e                  |
| 172                   | Jonathan Castroviejo (ESP) | AB                    |
| 173                   | Pierre Cazaux (FRA)        | AB                    |
| 174                   | Ion Izagirre (ESP)         | 133e                  |
| 175                   | Gorka Izagirre (ESP)       | 62e                   |
| 176                   | Miguel Mínguez (ESP)       | AB                    |
| 177                   | Alan Pérez (ESP)           | AB                    |
| 178                   | Daniel Sesma (ESP)         | AB                    |

| Landbouwkrediet LAN | Landbouwkrediet LAN       | Landbouwkrediet LAN |
| ------------------- | ------------------------- | ------------------- |
| Num                 | Coureur                   | Pos                 |
| 181                 | Frédéric Amorison (BEL)   | 96e                 |
| 182                 | Koen Barbé (BEL)          | AB                  |
| 183                 | Davy Commeyne (BEL)       | 79e                 |
| 184                 | Bart Dockx (BEL)          | AB                  |
| 185                 | Egidijus Juodvalkis (LTU) | AB                  |
| 186                 | Bert Scheirlinckx (BEL)   | 31e                 |
| 187                 | Bobbie Traksel (NED)      | AB                  |
| 188                 | Geert Verheyen (BEL)      | 82e                 |

| Topsport Vlaanderen-Mercator TSV | Topsport Vlaanderen-Mercator TSV | Topsport Vlaanderen-Mercator TSV |
| -------------------------------- | -------------------------------- | -------------------------------- |
| Num                              | Coureur                          | Pos                              |
| 191                              | Laurens De Vreese (BEL)          | 74e                              |
| 192                              | Dominique Cornu (BEL)            | 121e                             |
| 193                              | Geert Steurs (BEL)               | 73e                              |
| 194                              | Pieter Jacobs (BEL)              | 89e                              |
| 195                              | Stijn Neirynck (BEL)             | AB                               |
| 196                              | Preben Van Hecke (BEL)           | 97e                              |
| 197                              | Steven Van Vooren (BEL)          | 124e                             |
| 198                              | Pieter Vanspeybrouck (BEL)       | AB                               |

| Veranda's Willems-Accent VWA | Veranda's Willems-Accent VWA | Veranda's Willems-Accent VWA |
| ---------------------------- | ---------------------------- | ---------------------------- |
| Num                          | Coureur                      | Pos                          |
| 201                          | Steven Caethoven (BEL)       | AB                           |
| 202                          | James Vanlandschoot (BEL)    | 72e                          |
| 203                          | Jempy Drucker (LUX)          | 102e                         |
| 204                          | Rob Goris (BEL)              | AB                           |
| 205                          | Arnoud van Groen (NED)       | 41e                          |
| 206                          | Staf Scheirlinckx (BEL)      | 8e                           |
| 207                          | Bram Schmitz (NED)           | 119e                         |
| 208                          | Stefan van Dijk (NED)        | AB                           |

| Cofidis, le Crédit en Ligne COF | Cofidis, le Crédit en Ligne COF | Cofidis, le Crédit en Ligne COF |
| ------------------------------- | ------------------------------- | ------------------------------- |
| Num                             | Coureur                         | Pos                             |
| 211                             | Jens Keukeleire (BEL)           | 106e                            |
| 212                             | Nico Sijmens (BEL)              | 107e                            |
| 213                             | Kevyn Ista (BEL)                | 71e                             |
| 214                             | Leonardo Duque (COL)            | 19e                             |
| 215                             | Arnaud Labbe (FRA)              | 88e                             |
| 216                             | Romain Zingle (BEL)             | 125e                            |
| 217                             | Aleksejs Saramotins (LAT)       | 116e                            |
| 218                             | Tristan Valentin (FRA)          | AB                              |

| FDJ | FDJ                      | FDJ |
| --- | ------------------------ | --- |
| Num | Coureur                  | Pos |
| 221 | Olivier Bonnaire (FRA)   | AB  |
| 222 | William Bonnet (FRA)     | 23e |
| 223 | Steve Chainel (FRA)      | 86e |
| 224 | Mickaël Delage (FRA)     | AB  |
| 225 | Anthony Geslin (FRA)     | AB  |
| 226 | Frédéric Guesdon (FRA)   | 36e |
| 227 | Matthieu Ladagnous (FRA) | AB  |
| 228 | Dominique Rollin (CAN)   | 15e |

| Skil-Shimano SKS | Skil-Shimano SKS         | Skil-Shimano SKS |
| ---------------- | ------------------------ | ---------------- |
| Num              | Coureur                  | Pos              |
| 231              | Bert De Backer (BEL)     | 92e              |
| 232              | Roy Curvers (NED)        | AB               |
| 233              | Koen de Kort (NED)       | 100e             |
| 234              | Mitchell Docker (AUS)    | AB               |
| 235              | Roger Kluge (GER)        | AB               |
| 236              | Martin Reimer (GER)      | 132e             |
| 237              | Ronan van Zandbeek (NED) | 135e             |
| 238              | Tom Veelers (NED)        | 112e             |

| Team Europcar EUC | Team Europcar EUC        | Team Europcar EUC |
| ----------------- | ------------------------ | ----------------- |
| Num               | Coureur                  | Pos               |
| 241               | Sébastien Chavanel (FRA) | AB                |
| 242               | Cyril Gautier (FRA)      | 78e               |
| 243               | David Veilleux (CAN)     | 129e              |
| 244               | Yohann Gène (FRA)        | 126e              |
| 245               | Thomas Voeckler (FRA)    | 28e               |
| 246               | Vincent Jérôme (FRA)     | 29e               |
| 247               | Alexandre Pichot (FRA)   | 51e               |
| 248               | Sébastien Turgot (FRA)   | 81e               |

| Leopard-Trek LEO | Leopard-Trek LEO        | Leopard-Trek LEO |
| ---------------- | ----------------------- | ---------------- |
| Num              | Coureur                 | Pos              |
| 1                | Fabian Cancellara (SUI) | 3e               |
| 2                | Dominic Klemme (GER)    | 109e             |
| 3                | Stuart O'Grady (AUS)    | 69e              |
| 4                | Joost Posthuma (NED)    | AB               |
| 5                | Tom Stamsnijder (NED)   | 101e             |
| 6                | Giacomo Nizzolo (ITA)   | AB               |
| 7                | Martin Mortensen (DEN)  | AB               |
| 8                | Wouter Weylandt (BEL)   | AB               |

| Garmin-Cervélo GRM | Garmin-Cervélo GRM      | Garmin-Cervélo GRM |
| ------------------ | ----------------------- | ------------------ |
| Num                | Coureur                 | Pos                |
| 11                 | Thor Hushovd (NOR)      | 53e                |
| 12                 | Tyler Farrar (USA)      | 13e                |
| 13                 | Roger Hammond (GBR)     | 108e               |
| 14                 | Heinrich Haussler (AUS) | 61e                |
| 15                 | Andreas Klier (GER)     | 113e               |
| 16                 | Daniel Lloyd (GBR)      | AB                 |
| 17                 | Sep Vanmarcke (BEL)     | AB                 |
| 18                 | Matthew Wilson (AUS)    | AB                 |

| Vacansoleil-DCM VCD | Vacansoleil-DCM VCD      | Vacansoleil-DCM VCD |
| ------------------- | ------------------------ | ------------------- |
| Num                 | Coureur                  | Pos                 |
| 21                  | Stijn Devolder (BEL)     | 55e                 |
| 22                  | Thomas De Gendt (BEL)    | 48e                 |
| 23                  | Björn Leukemans (BEL)    | 7e                  |
| 24                  | Borut Božič (SLO)        | 99e                 |
| 25                  | Marco Marcato (ITA)      | 33e                 |
| 26                  | Jens Mouris (NED)        | AB                  |
| 27                  | Mirko Selvaggi (ITA)     | AB                  |
| 28                  | Frederik Veuchelen (BEL) | AB                  |

| Quick Step QST | Quick Step QST                 | Quick Step QST |
| -------------- | ------------------------------ | -------------- |
| Num            | Coureur                        | Pos            |
| 31             | Tom Boonen (BEL)               | 4e             |
| 32             | Gert Steegmans (BEL)           | 32e            |
| 33             | Dries Devenyns (BEL)           | 52e            |
| 34             | Andreas Stauff (GER)           | 134e           |
| 35             | Guillaume Van Keirsbulck (BEL) | 67e            |
| 36             | Kevin Van Impe (BEL)           | 68e            |
| 37             | Sylvain Chavanel (FRA)         | 2e             |
| 38             | Davide Malacarne (ITA)         | AB             |

| Omega Pharma-Lotto OLO | Omega Pharma-Lotto OLO | Omega Pharma-Lotto OLO |
| ---------------------- | ---------------------- | ---------------------- |
| Num                    | Coureur                | Pos                    |
| 41                     | Philippe Gilbert (BEL) | 9e                     |
| 42                     | David Boucher (FRA)    | 114e                   |
| 43                     | Jürgen Roelandts (BEL) | 54e                    |
| 44                     | André Greipel (GER)    | 76e                    |
| 45                     | Adam Blythe (GBR)      | AB                     |
| 46                     | Klaas Lodewyck (BEL)   | 84e                    |
| 47                     | Vicente Reynés (ESP)   | 75e                    |
| 48                     | Marcel Sieberg (GER)   | 77e                    |

| Rabobank RAB | Rabobank RAB              | Rabobank RAB |
| ------------ | ------------------------- | ------------ |
| Num          | Coureur                   | Pos          |
| 51           | Lars Boom (NED)           | 37e          |
| 52           | Rick Flens (NED)          | AB           |
| 53           | Sebastian Langeveld (NED) | 5e           |
| 54           | Tom Leezer (NED)          | 46e          |
| 55           | Dennis van Winden (NED)   | 26e          |
| 56           | Maarten Tjallingii (NED)  | 91e          |
| 57           | Coen Vermeltfoort (NED)   | AB           |
| 58           | Maarten Wynants (BEL)     | 20e          |

| HTC-Highroad THR | HTC-Highroad THR     | HTC-Highroad THR |
| ---------------- | -------------------- | ---------------- |
| Num              | Coureur              | Pos              |
| 61               | Lars Bak (DEN)       | 34e              |
| 62               | Mark Cavendish (GBR) | 110e             |
| 63               | Bernhard Eisel (AUT) | 14e              |
| 64               | Jan Ghyselinck (BEL) | 83e              |
| 65               | Matthew Goss (AUS)   | AB               |
| 66               | John Degenkolb (GER) | 94e              |
| 67               | Gatis Smukulis (LAT) | AB               |
| 68               | Martin Velits (SVK)  | 65e              |

| BMC Racing Team BMC | BMC Racing Team BMC     | BMC Racing Team BMC |
| ------------------- | ----------------------- | ------------------- |
| Num                 | Coureur                 | Pos                 |
| 71                  | Greg Van Avermaet (BEL) | 22e                 |
| 72                  | Alessandro Ballan (ITA) | 12e                 |
| 73                  | Marcus Burghardt (GER)  | 25e                 |
| 74                  | George Hincapie (USA)   | 6e                  |
| 75                  | Karsten Kroon (NED)     | AB                  |
| 76                  | Danilo Wyss (SUI)       | 60e                 |
| 77                  | Manuel Quinziato (ITA)  | 59e                 |
| 78                  | Michael Schär (SUI)     | 49e                 |

| Saxo Bank-Sungard SBS | Saxo Bank-Sungard SBS      | Saxo Bank-Sungard SBS |
| --------------------- | -------------------------- | --------------------- |
| Num                   | Coureur                    | Pos                   |
| 81                    | Nick Nuyens (BEL)          | 1er                   |
| 82                    | Baden Cooke (AUS)          | 87e                   |
| 83                    | Kasper Klostergaard (DEN)  | 127e                  |
| 84                    | Gustav Larsson (SWE)       | 58e                   |
| 85                    | Jarosław Marycz (POL)      | 85e                   |
| 86                    | Michael Mørkøv (DEN)       | 90e                   |
| 87                    | Jonas Aaen Jørgensen (DEN) | 27e                   |
| 88                    | Matteo Tosatto (ITA)       | 30e                   |

| Team Sky SKY | Team Sky SKY               | Team Sky SKY |
| ------------ | -------------------------- | ------------ |
| Num          | Coureur                    | Pos          |
| 91           | Juan Antonio Flecha (ESP)  | 11e          |
| 92           | Edvald Boasson Hagen (NOR) | 40e          |
| 93           | Kurt Asle Arvesen (NOR)    | AB           |
| 94           | Ben Swift (GBR)            | 111e         |
| 95           | Mathew Hayman (AUS)        | 21e          |
| 96           | Jeremy Hunt (GBR)          | AB           |
| 97           | Ian Stannard (GBR)         | 50e          |
| 98           | Geraint Thomas (GBR)       | 10e          |

| Liquigas-Cannondale LIQ | Liquigas-Cannondale LIQ    | Liquigas-Cannondale LIQ |
| ----------------------- | -------------------------- | ----------------------- |
| Num                     | Coureur                    | Pos                     |
| 101                     | Elia Viviani (ITA)         | AB                      |
| 102                     | Tiziano Dall'Antonia (ITA) | AB                      |
| 103                     | Jacopo Guarnieri (ITA)     | AB                      |
| 104                     | Ted King (USA)             | AB                      |
| 105                     | Kristjan Koren (SLO)       | 95e                     |
| 106                     | Alan Marangoni (ITA)       | AB                      |
| 107                     | Daniel Oss (ITA)           | 122e                    |
| 108                     | Peter Sagan (SVK)          | AB                      |

| Team RadioShack RSH | Team RadioShack RSH          | Team RadioShack RSH |
| ------------------- | ---------------------------- | ------------------- |
| Num                 | Coureur                      | Pos                 |
| 111                 | Sébastien Rosseler (BEL)     | AB                  |
| 112                 | Manuel António Cardoso (POR) | AB                  |
| 113                 | Michał Kwiatkowski (POL)     | AB                  |
| 114                 | Fumiyuki Beppu (JPN)         | 120e                |
| 115                 | Geoffroy Lequatre (FRA)      | 93e                 |
| 116                 | Robbie McEwen (AUS)          | 63e                 |
| 117                 | Dmitri Mouraviov (KAZ)       | 44e                 |
| 118                 | Grégory Rast (SUI)           | 42e                 |

| AG2R La Mondiale ALM | AG2R La Mondiale ALM    | AG2R La Mondiale ALM |
| -------------------- | ----------------------- | -------------------- |
| Num                  | Coureur                 | Pos                  |
| 121                  | Yuriy Krivtsov (FRA)    | 118e                 |
| 122                  | Kristof Goddaert (BEL)  | 47e                  |
| 123                  | Sébastien Hinault (FRA) | 45e                  |
| 124                  | Steve Houanard (FRA)    | 103e                 |
| 125                  | Romain Lemarchand (FRA) | 130e                 |
| 126                  | Sébastien Minard (FRA)  | 24e                  |
| 127                  | Lloyd Mondory (FRA)     | 17e                  |
| 128                  | Anthony Ravard (FRA)    | AB                   |

| Astana AST | Astana AST             | Astana AST |
| ---------- | ---------------------- | ---------- |
| Num        | Coureur                | Pos        |
| 131        | Assan Bazayev (KAZ)    | 131e       |
| 132        | Allan Davis (AUS)      | AB         |
| 133        | Maxim Gourov (KAZ)     | 80e        |
| 134        | Andriy Grivko (UKR)    | 64e        |
| 135        | Maxim Iglinskiy (KAZ)  | AB         |
| 136        | Simon Clarke (AUS)     | 70e        |
| 137        | Mirco Lorenzetto (ITA) | 128e       |
| 138        | Tomas Vaitkus (LTU)    | 35e        |

| Katusha KAT | Katusha KAT                 | Katusha KAT |
| ----------- | --------------------------- | ----------- |
| Num         | Coureur                     | Pos         |
| 141         | Leif Hoste (BEL)            | 56e         |
| 142         | Filippo Pozzato (ITA)       | 38e         |
| 143         | Vladimir Gusev (RUS)        | 43e         |
| 144         | Vladimir Isaychev (RUS)     | AB          |
| 145         | Sergueï Ivanov (RUS)        | 39e         |
| 146         | Aliaksandr Kuschynski (BLR) | AB          |
| 147         | Luca Paolini (ITA)          | 57e         |
| 148         | Mikhail Ignatiev (RUS)      | AB          |

| Lampre-ISD LAM | Lampre-ISD LAM         | Lampre-ISD LAM |
| -------------- | ---------------------- | -------------- |
| Num            | Coureur                | Pos            |
| 152            | Grega Bole (SLO)       | AB             |
| 153            | Vitaliy Buts (UKR)     | AB             |
| 154            | Danilo Hondo (GER)     | 16e            |
| 155            | Vitaliy Kondrout (UKR) | AB             |
| 156            | Dmytro Krivtsov (UKR)  | 123e           |
| 157            | Simon Špilak (SLO)     | AB             |
| 158            | Bálint Szeghalmi (HUN) | AB             |

| Movistar Team MOV | Movistar Team MOV         | Movistar Team MOV |
| ----------------- | ------------------------- | ----------------- |
| Num               | Coureur                   | Pos               |
| 161               | Andrey Amador (CRC)       | 98e               |
| 162               | Imanol Erviti (ESP)       | 66e               |
| 163               | Jesús Herrada (ESP)       | AB                |
| 164               | Ignatas Konovalovas (LTU) | 105e              |
| 165               | Carlos Oyarzún (CHI)      | 117e              |
| 166               | Luis Pasamontes (ESP)     | AB                |
| 167               | José Joaquín Rojas (ESP)  | 18e               |
| 168               | Francisco Ventoso (ESP)   | 104e              |

| Euskaltel-Euskadi EUS | Euskaltel-Euskadi EUS      | Euskaltel-Euskadi EUS |
| --------------------- | -------------------------- | --------------------- |
| Num                   | Coureur                    | Pos                   |
| 171                   | Javier Aramendia (ESP)     | 115e                  |
| 172                   | Jonathan Castroviejo (ESP) | AB                    |
| 173                   | Pierre Cazaux (FRA)        | AB                    |
| 174                   | Ion Izagirre (ESP)         | 133e                  |
| 175                   | Gorka Izagirre (ESP)       | 62e                   |
| 176                   | Miguel Mínguez (ESP)       | AB                    |
| 177                   | Alan Pérez (ESP)           | AB                    |
| 178                   | Daniel Sesma (ESP)         | AB                    |

| Landbouwkrediet LAN | Landbouwkrediet LAN       | Landbouwkrediet LAN |
| ------------------- | ------------------------- | ------------------- |
| Num                 | Coureur                   | Pos                 |
| 181                 | Frédéric Amorison (BEL)   | 96e                 |
| 182                 | Koen Barbé (BEL)          | AB                  |
| 183                 | Davy Commeyne (BEL)       | 79e                 |
| 184                 | Bart Dockx (BEL)          | AB                  |
| 185                 | Egidijus Juodvalkis (LTU) | AB                  |
| 186                 | Bert Scheirlinckx (BEL)   | 31e                 |
| 187                 | Bobbie Traksel (NED)      | AB                  |
| 188                 | Geert Verheyen (BEL)      | 82e                 |

| Topsport Vlaanderen-Mercator TSV | Topsport Vlaanderen-Mercator TSV | Topsport Vlaanderen-Mercator TSV |
| -------------------------------- | -------------------------------- | -------------------------------- |
| Num                              | Coureur                          | Pos                              |
| 191                              | Laurens De Vreese (BEL)          | 74e                              |
| 192                              | Dominique Cornu (BEL)            | 121e                             |
| 193                              | Geert Steurs (BEL)               | 73e                              |
| 194                              | Pieter Jacobs (BEL)              | 89e                              |
| 195                              | Stijn Neirynck (BEL)             | AB                               |
| 196                              | Preben Van Hecke (BEL)           | 97e                              |
| 197                              | Steven Van Vooren (BEL)          | 124e                             |
| 198                              | Pieter Vanspeybrouck (BEL)       | AB                               |

| Veranda's Willems-Accent VWA | Veranda's Willems-Accent VWA | Veranda's Willems-Accent VWA |
| ---------------------------- | ---------------------------- | ---------------------------- |
| Num                          | Coureur                      | Pos                          |
| 201                          | Steven Caethoven (BEL)       | AB                           |
| 202                          | James Vanlandschoot (BEL)    | 72e                          |
| 203                          | Jempy Drucker (LUX)          | 102e                         |
| 204                          | Rob Goris (BEL)              | AB                           |
| 205                          | Arnoud van Groen (NED)       | 41e                          |
| 206                          | Staf Scheirlinckx (BEL)      | 8e                           |
| 207                          | Bram Schmitz (NED)           | 119e                         |
| 208                          | Stefan van Dijk (NED)        | AB                           |

| Cofidis, le Crédit en Ligne COF | Cofidis, le Crédit en Ligne COF | Cofidis, le Crédit en Ligne COF |
| ------------------------------- | ------------------------------- | ------------------------------- |
| Num                             | Coureur                         | Pos                             |
| 211                             | Jens Keukeleire (BEL)           | 106e                            |
| 212                             | Nico Sijmens (BEL)              | 107e                            |
| 213                             | Kevyn Ista (BEL)                | 71e                             |
| 214                             | Leonardo Duque (COL)            | 19e                             |
| 215                             | Arnaud Labbe (FRA)              | 88e                             |
| 216                             | Romain Zingle (BEL)             | 125e                            |
| 217                             | Aleksejs Saramotins (LAT)       | 116e                            |
| 218                             | Tristan Valentin (FRA)          | AB                              |

| FDJ | FDJ                      | FDJ |
| --- | ------------------------ | --- |
| Num | Coureur                  | Pos |
| 221 | Olivier Bonnaire (FRA)   | AB  |
| 222 | William Bonnet (FRA)     | 23e |
| 223 | Steve Chainel (FRA)      | 86e |
| 224 | Mickaël Delage (FRA)     | AB  |
| 225 | Anthony Geslin (FRA)     | AB  |
| 226 | Frédéric Guesdon (FRA)   | 36e |
| 227 | Matthieu Ladagnous (FRA) | AB  |
| 228 | Dominique Rollin (CAN)   | 15e |

| Skil-Shimano SKS | Skil-Shimano SKS         | Skil-Shimano SKS |
| ---------------- | ------------------------ | ---------------- |
| Num              | Coureur                  | Pos              |
| 231              | Bert De Backer (BEL)     | 92e              |
| 232              | Roy Curvers (NED)        | AB               |
| 233              | Koen de Kort (NED)       | 100e             |
| 234              | Mitchell Docker (AUS)    | AB               |
| 235              | Roger Kluge (GER)        | AB               |
| 236              | Martin Reimer (GER)      | 132e             |
| 237              | Ronan van Zandbeek (NED) | 135e             |
| 238              | Tom Veelers (NED)        | 112e             |

| Team Europcar EUC | Team Europcar EUC        | Team Europcar EUC |
| ----------------- | ------------------------ | ----------------- |
| Num               | Coureur                  | Pos               |
| 241               | Sébastien Chavanel (FRA) | AB                |
| 242               | Cyril Gautier (FRA)      | 78e               |
| 243               | David Veilleux (CAN)     | 129e              |
| 244               | Yohann Gène (FRA)        | 126e              |
| 245               | Thomas Voeckler (FRA)    | 28e               |
| 246               | Vincent Jérôme (FRA)     | 29e               |
| 247               | Alexandre Pichot (FRA)   | 51e               |
| 248               | Sébastien Turgot (FRA)   | 81e               |